# Pallavolo ai VI Giochi centramericani e caraibici
La pallavolo ai VI Giochi centramericani e caraibici si è disputata durante la VI edizione dei Giochi centramericani e caraibici, che si è svolta a Città del Guatemala, in Guatemala, nel 1950.

## Podi
| Evento                        | Oro     | Argento | Bronzo     |
| Pallavolo maschile (dettagli) | Messico | Cuba    | Porto Rico |